# Obština Rudozem
Obština Rudozem (bulharsky Община Рудозем) je bulharská jednotka územní samosprávy ve Smoljanské oblasti. Leží v jižním Bulharsku v jižní části Rodopů, u hranic s Řeckem na rozmezí Západních a Východních Rodopů. Správním střediskem je město Rudozem, kromě něj obština zahrnuje 21 vesnici. Žije zde necelých 9 tisíc stálých obyvatel.

## Sídla
| - Bărčevo - Bjala Reka - Boevo - Borie - Čepinci - Dăbova - Dobreva Čereša - Elchovec | - Gramade - Ivanovo - Kokorci - Koritata - Močure - Ogled - Plovdivci - Poljana | - Ravninata - Ribnica - Rudozem (sídlo správy) - Sopotot - Vitina - Vojkova Lăka |

## Sousední obštiny
| Růžice kompasu | Smoljan         |       | Madan     | Růžice kompasu |
| Růžice kompasu |                 | Sever | Zlatograd | Růžice kompasu |
| Růžice kompasu | Obština Rudozem |       | Zlatograd | Růžice kompasu |
| Růžice kompasu | Jih             |       | Zlatograd | Růžice kompasu |
| Růžice kompasu |                 |       |           | Růžice kompasu |

## Obyvatelstvo
V obštině žije 8 935 stálých obyvatel a včetně přechodně hlášených obyvatel 10 703. Podle sčítáni 1. února 2011 bylo národnostní složení následující:
- Bulhaři: 6 774 (88.3 %)
- Turci: 41 (0.5 %)
- ostatní: 860 (11.2 %)